# Cajsalisa Ejemyr
Cajsalisa Ejemyr, född 7 november 1978 i Högalids församling i Stockholm, är en svensk tidigare skådespelare och sångare. I januari 2020 vigdes hon till präst i Svenska kyrkan. Hon arbetar idag som präst.

## Familj
Ejemyr är dotter till HC (Hans Krister) Ejemyr (1944–2016), som var vice vd för MTG. Hon är bosatt på Södermalm i Stockholm med sin man journalisten Carlos Rojas som hon har tvillingar med. Hon har en son i ett tidigare förhållande med Bo Kaspers orkester-trummisen Fredrik Dahl.

## Karriär
Ejemyr genomgick Adolf Fredriks musikklasser och började sedan på teaterlinjen vid Södra latin, men hoppade av efter två år till förmån för uppdragen som skådespelare. Ejemyr medverkade i den svenska Melodifestivalen 1997 med sången Du gör mig hel igen, skriven av Robyn, som slutade på fjärde plats. 1998 var hon med i TV-programmet Fångarna på fortet. År 2003 lämnade hon skådespelarbanan och satsade istället på en karriär inom musik. År 2008 studerade hon teologi vid Ersta Sköndal Bräcke högskola. Hon har även arbetat vid Stiftelse Filmstadens kultur i Solna.

## Priser och utmärkelser
- 1997 – Rockbjörnen som "Årets svenska kvinnliga artist"
- 1999 – Ulla Billquist-stipendiet

## Filmografi
- 1988 – Jungfruresan
- 1995 – Bert – Den siste oskulden
- 1995 – Du bestämmer (TV-serie)
- 1996–1997 – Skilda världar (TV-serie)
- 1997 – Svenska hjältar
- 1997 – Vita lögner (TV-serie)
- 2000 – Dinosaurier (röst som Neera)
- 2002 – Nya tider (TV-serie)

## Diskografi
- 1997 – Först nu
- 1999 – Vad jag vill och lite till
- 2003 – Either Way